# Scaphochlamys hasta
Scaphochlamys hasta là một loài thực vật có hoa trong họ Gừng. Loài này được Ooi Im Hin, Kalu Meekiong và Wong Sin Yeng miêu tả khoa học đầu tiên năm 2017.

## Mẫu định danh
Mẫu định danh: I.H. Ooi & K. Jeland OIH80, thu thập ngày 11 tháng 1 năm 2014 ở tọa độ 1°21′35,5″B 110°3′44,5″Đ / 1,35°B 110,05°Đ, tại Bogag, huyện Bau, tỉnh Kuching, bang Sarawak, Malaysia. Holotype lưu giữ tại Cục Lâm nghiệp bang Sarawak ở Kuching (SAR).

## Từ nguyên
Tính từ định danh hasta là từ tiếng Latinh có nghĩa là giáo, mác, thương, lao, xiên; ở đây để nói tới phiến lá giống như đầu mũi giáo của loài này.

## Phân bố
Loài này có ở đảo Borneo, tại huyện Bau, tỉnh Kuching, bang Sarawak, Malaysia. Loài này sinh sống trong các rừng thạch nam (kerangas) nhiệt đới nhiều bóng râm, trên đất đen podzol trên nền sa thạch, ở cao độ ~80 m.

## Mô tả
Địa thực vật thân thảo, sống lâu năm, có thân rễ, cao tới 40 cm. Thân rễ hơi nằm dưới mặt đất, đường kính ~5 mm, vỏ màu nâu nhạt ánh xanh lục, ruột màu vàng. Các chồi lá cách nhau 1–15 mm, 1 lá, cây non nhiều lá, tới 6 lá; cuống lá dài 11–17 cm, có rãnh, màu xanh lục từ nhạt đến vừa với các đốm trắng, nhẵn nhụi, đáy hình gối màu từ trắng ánh lục đến xanh lục ánh nâu; bẹ không lá ~4, dài 0,5–13 cm, màu từ xanh lục nhạt đến nâu nhạt, nhẵn nhụi, khô khi già; bẹ lá dài ~1,5 cm, dạng màng, nhẵn nhụi, màu trắng, khô và nát vụn khi già; lưỡi bẹ khó thấy; phiến lá 17–22 × 3–4 cm, hình mác, gần giống như da, mép nguyên đến hơi gợn sóng, đáy thon nhỏ dần, đỉnh nhọn thon; mặt gần trục nửa bóng, màu xanh lục từ nhạt đến vừa, nhẵn nhụi, gân giữa lõm, màu xanh lục sẫm, nhẵn nhụi, các gân bên chính hơi lõm; mặt xa trục nhẵn nhụi, màu xanh lục xám, gân giữa nổi, màu xanh lục sẫm, nhẵn nhụi, các gân bên chính có thể nhìn thấy. Cụm hoa dài ~7–9,5 cm, mọc ra từ gần đáy lá bên trong các bẹ lá, chen chúc chặt, gồm 3–5 xim họa bọ cạp xoắn ốc, mỗi xim 2 hoa mọc trên cuống cụm hoa; cuống cụm hoa dài ~4–6,5 cm, màu trắng ánh lục, nhẵn nhụi, được các bẹ lá khô quắt che phủ; lá bắc 3–5, ~22 × 6 mm, sắp xếp xoắn ốc, hình mác, dạng màng, màu nâu nhạt, thưa lông tơ, đỉnh nhọn thon, mỗi lá bắc đối diện 2 hoa; lá bắc con 2, dài 12–19 mm, ngắn hơn lá bắc nhưng hầu như không phân biệt được với lá bắc, màu nâu nhạt; hoa dài 4–4,5 cm, không có mùi đáng chú ý; đài hoa dài 12–13 mm, màu trắng, thưa lông tơ, đỉnh nhọn; ống hoa dài 30–40 mm, thưa lông tơ, màu trắng; các thùy tràng hoa dài 8–9 mm, hình mác, nhẵn nhụi, màu trắng ánh vàng, đỉnh nhọn, có nắp; nhị lép dài 4–6 mm, từ thẳng đến hơi hình mác ngược, mặt gần trục có lông tuyến che phủ, màu vàng nhạt, đỉnh từ nhọn đến thuôn tròn; cánh môi 9–11 × 8–10 mm, hình thìa, mặt gần trục có lông tuyến che phủ, màu trắng ở đáy và màu tím cho đến đỉnh, dải giữa màu vàng nhạt, đỉnh 2 thùy, khía răng cưa ~4 mm, các thùy đôi khi hơi xếp chồng; nhị ~5 × 2 mm, có lông tuyến che phủ, màu trắng; chỉ nhị dài ~1 mm; mô vỏ bao phấn dài ~3,5 mm, không cựa, mào dài ~0,5 mm; đầu nhụy dài dưới 1 mm, hình chùy với 2 bướu ở lưng, lỗ nhỏ có lông rung, hướng về phía trước; vòi nhụy dài ~42 mm, màu trắng, thưa lông tơ; bầu nhụy dài ~2 mm, 1 ngăn, màu trắng, có lông tơ, noãn đính đáy; tuyến trên bầu 2, dài ~1 mm, rời, hình kim, màu trắng ánh vàng. Không thấy quả và hạt.
Nhóm Petiolata được xác định bằng cụm hoa chen chúc chặt, sắp xếp xoắn ốc, các lá bắc dạng màng, các lá bắc con tương tự như lá bắc, với lá bắc con thứ nhất ngắn hơn lá bắc, 2 gờ lưng rất mờ nhạt, hoa nhỏ, dài ~4 cm với cánh môi chủ yếu có màu tím dài ~1 cm và quả có vỏ quả ngoài nhẵn. Nhóm này chỉ giới hạn ở phía tây Sarawak, gồm 10 loài là S. argentea, S. biru, S. durga, S. hasta, S. multifolia, S. nigra, S. petiolata, S. pseudoreticosa, S. reticosa, S. stenophylla.
Tên gọi S. petiolata từng được áp dụng rộng rãi cho hầu hết các mẫu vật Scaphochlamys ở Borneo với cuống lá thon dài thanh mảnh. Tuy nhiên, việc thu thập lại S. petiolata từ điểm lấy mẫu điển hình của nó cho phép kết luận rằng loài này chỉ hạn chế trong khu vực Gunung Singai (huyện Bau, tỉnh Kuching) và dẫn đến việc công nhận một số đơn vị phân loại khác biệt là S. biru, S. multifolia và S. hasta. S. petiolata là loài duy nhất trong số các đơn vị phân loại này có 1 lá ở cây trưởng thành.
S. hasta có thể dễ dàng phân biệt với S. petiolata ở chỗ có phiến lá hình mác dài và cuống lá dài thanh mảnh, gân giữa màu xanh lục sẫm và các gân bên chính ở mặt gần trục hơi lõm xuống.